# Edward Wojda

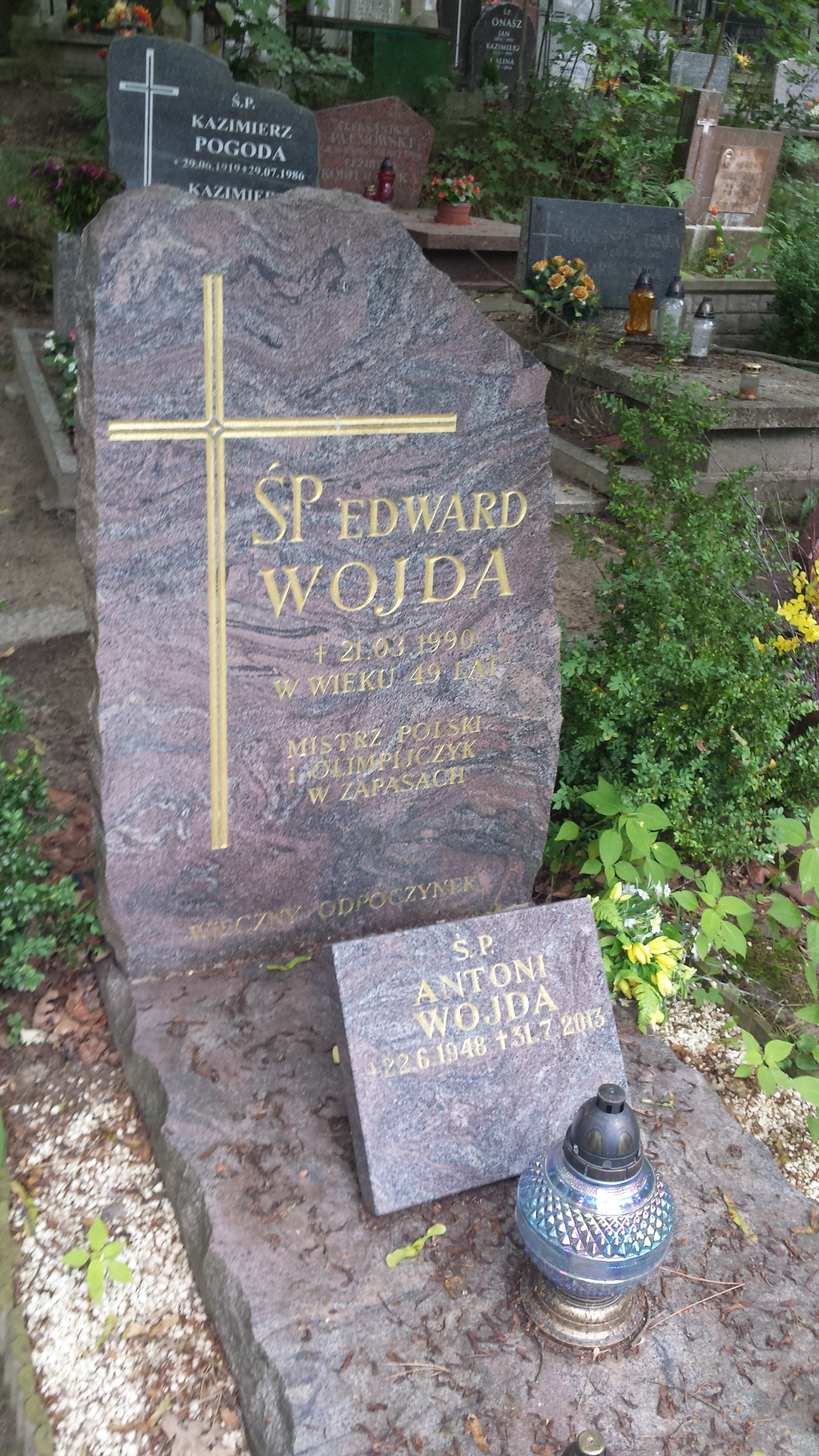
Grób Edwarda Wojdy na Cmentarzu Srebrzysko w Gdańsku

Edward Wojda (ur. 26 lipca 1941 w Żylinie Folwarku, ob. teren gminy Nowa Sucha, zm. 21 marca 1990 w Gdańsku) – polski zapaśnik, marynarz, trener, olimpijczyk z Meksyku 1968 i Monachium 1972.
Zapaśnik walczący w stylu klasycznym w wadze ciężkiej i superciężkiej.

## Dzieciństwo i młodość
Urodził się 26 lipca 1941 roku w Żylinie Folwarku (obecnie jest to teren gminy Nowa Sucha). Uczył się w Szkole Podstawowej w Nowej Suchej. Był absolwentem Technikum Mechanicznego w Łowiczu i Państwowej Szkoły Rybołówstwa Morskiego w Gdyni. Fascynacja zapasami zaczęła się po obejrzeniu występu ekipy węgierskich zapaśników w Gdyni. 

## Kariera sportowa
W 1960 r., mając 19 lat, zaczął uprawiać zapasy w stylu klasycznym u trenera Jana Majewicza w WKS „Flota” Gdynia. Jan Majewicz był dla niego wychowawcą i mistrzem. Trenował go praktycznie przez całą karierę-najpierw w „Flocie” a od 1967, kiedy to rozwiązano „Flotę”, w KS Spójnia w Gdańsku. W kadrze narodowej doskonalił go trener Janusz Tracewski. Edward Wojda był czterokrotnym mistrzem Polski. Uczestnik mistrzostw świata. Startując w wadze superciężkiej w latach: 1967 zajął 5. miejsce, 1970 - 5. miejsce, 1971 - 4. miejsce. Uczestnik mistrzostw Europy w których zdobył srebrny medal w roku 1970 i zajął 4. miejsce w roku 1968 oraz 6. miejsce w roku 1966. Na igrzyskach w roku 1968 startując w wadze ciężkiej zajął 7. miejsce. Na kolejnych igrzyskach w roku 1972 wystartował w wadze superciężkiej, w której odpadł w eliminacjach. Zajął 8. miejsce.

## Po zakończeniu kariery sportowej
Po zakończeniu sportowej kariery, mając 33 lata, podjął pracę jako oficer mechanik. Następnie wrócił do sportu jako trener w „Gedanii” Gdańsk i LKS „Technik” Rusocin. Zmarł nieoczekiwanie 21 marca 1990 roku w Gdańsku, mając 49 lat. Na dzień przed śmiercią prowadził jeszcze trening z wychowankami.Od roku 1997 rozgrywany jest zapaśniczy memoriał Henryka Boreckiego i Edwarda Wojdy w kategorii kadetów. Edward Wojda odznaczony jest m.in. Złotym Krzyżem Zasługi RP czy medalem 70-lecia Polskiego Komitetu Olimpijskiego. Pochowany na Cmentarzu Srebrzysko w Gdańsku (rejon I, polana I-2-23)